# The Lizzie Bennet Diaries
The Lizzie Bennet Diaries é uma websérie estadunidense lançada em 9 de abril de 2012, através de canal dedicado na plataforma de vídeos YouTube. A websérie é uma adaptação do livro Orgulho e Preconceito (1813) de autoria da escritora britânica Jane Austen. The Lizzie Bennet Diaries foi criada por Hank Green e Bernie Su com produção de Jenni Powell e estrelada por Ashley Clements, Mary Kate Wiles, Laura Spencer, Julia Cho e Daniel Vincent Gordh. Foi concluída com cem episódios em 28 de março de 2013, tendo sido produzida em formato de vlog.
Em 2013, The Lizzie Bennet Diaries se tornou a primeira websérie a vencer um Emmy de Desempenho Criativo de Excelência em Mídia Interativa - Programa interativo original.

## Formato
A história é contada em estilo vlog pela personagem homônima e cada episódio possui entre dois a oito minutos de duração. Como a produção é filmada principalmente no quarto de Lizzie, muitos eventos importantes que acontecem fora da tela são recontados por ela, com sua amiga Charlotte e suas irmãs Lydia e Jane, adicionando diferentes perspectivas. Ocasionalmente, se realizam reconstituições, usando adereços recorrentes para denotar quem é quem. A partir do episódio 25, outros locais começam a ser visitados, permitindo a introdução de personagens externos, como Bing Lee, Caroline e o Sr. Collins.
Há também vídeos semifrequentes de perguntas e respostas, uma vez a cada dez episódios, nos quais Lizzie responde a perguntas feitas por espectadores reais, às vezes com a ajuda de outro personagem. Além dos vídeos, todos os personagens também possuem diversas contas nas redes sociais, por meio das quais interagem e revelam trechos da história e perspectivas que não estão necessariamente representadas nos vlogs de Lizzie.

## Enredo
Elizabeth "Lizzie" Bennet é uma estudante de pós-graduação em Comunicação de Massa de 24 anos, que ainda mora em casa com seus pais e duas irmãs, a doce e tímida Jane e a rebelde e amante de festas Lydia. Com a ajuda de sua amiga Charlotte Lu, ela inicia uma série de vlogs para sua tese, discutindo as provações e atribulações de sua vida diária. Nas proximidades, o rico estudante de medicina, Bing Lee, muda-se para a mansão Netherfield, trazendo consigo seu amigo ainda mais rico, William Darcy. A Sra. Bennet rapidamente começa a conspirar para combinar Bing com uma das filhas, acreditando que "é uma verdade universalmente reconhecida que um homem solteiro que possui uma boa fortuna deve estar precisando de uma esposa". Quando os Bennets finalmente conhecem os novos vizinhos em um casamento, Jane e Bing instantaneamente têm conexão, mas o comportamento rude e esnobe de Darcy faz com que Lizzie não goste dele.

## Elenco e personagens
- Ashley Clements como Lizzie Bennet, é a irmã Bennet do meio e a narradora da maioria dos vlogs. Ela faz pós-graduação de comunicação em massa e, assim como sua contraparte original, acredita fortemente que as mulheres devem ser altamente educadas e fazer mais com suas vidas do que simplesmente buscar maridos. Ela é muito apegada com a sua melhor amiga, Charlotte Lu, assim como sua irmã mais velha, Jane, e parece ter uma relação mais tensa com sua irmã mais nova, Lydia. Embora seja claro que ela se preocupa com a sua família e amigos, ela também pode ser bastante preconceituosa e pré-julgadora com as pessoas que ela percebe como condescendentes ou uma ameaça para seu modo de vida, como Darcy e, num primeiro momento, Bing Lee.

- Julia Cho como Charlotte (Charlotte Lucas no original), é a melhor amiga de Lizzie e é diretora/editora do seu vlog. Charlotte quer ser uma cineasta e convence Lizzie a começar seu vlog, como parte de um projeto da faculdade. O papel da personagem original de Charlotte Lucas no livro era menor e em The Lizzie Bennet Diaries parece ter sido bastante expandido como ela aparece em muitos dos episódios iniciais, e de acordo com ambos Lizzie e Jane, praticamente vive na casa da família Bennet. Charlotte e Lizzie tiveram uma briga depois que Charlotte aceitou a oferta de trabalho de Ricky Collins (que Lizzie inicialmente recusou), mas as duas se reconciliaram.

- Laura Spencer como Jane Bennet, é a mais velha das irmãs Bennet, trabalhando como coordenadora de mercadoria sobrecarregadas, mal paga no mundo da moda. Ela é incrivelmente educada e doce e, de acordo com Lizzie, "praticamente perfeita em todos os sentidos".  Quando Bing Lee se muda para a cidade, Jane imediatamente se apaixona por ele, para a alegria absoluta de sua mãe. Jane está devastada com a partida repentina de Bing. Ela está atualmente vivendo em Los Angeles, tanto para um novo emprego e na esperança de se reencontrar com Bing.

- Mary Kate Wiles como Lydia Bennet, é a mais jovem das irmãs Bennet, atualmente cursando faculdade de comunidade. Ela é "agressiva, enérgica, e sem remorso".  Ela também criou uma série de seus próprios vídeos, estrelado por ela mesma, sua prima Mary, e sua gata, Kitty.

- Christopher Sean como Bing Lee (Charles Bingley no original), é um médico jovem e rico que se mudou para a casa Netherfield no mesmo bairro da família Bennet. Ele rapidamente se apaixona por Jane Bennet e começa a namorar com ela. Sua irmã é Caroline e seu melhor amigo é William Darcy. Bing abruptamente deixa Netherfield e Jane, voltando para Los Angeles, quebrando o coração dela, depois de Darcy sugerir que Jane estava envolvida em uma relação com ele por seu dinheiro.

- Jade Jessica Andres como Caroline Lee (Caroline Bingley no original), é irmã de Bing Lee. Ela está consciente do vlog de Lizzie e aparece para ajudar a Lizzie a manter Bing e Darcy de descobri-los durante a estada de Lizzie e Jane em Netherfield.

- Maxwell Glick como Ricky Collins (William Collins no original), é um ex-colega de Lizzie e Charlotte que pede que ele seja dirigido apenas como Sr. Collins. Ele recebeu uma grande soma de dinheiro e está tentando incursão no mundo dos vlogs. Sr. Collins permanece com os Bennets por algum tempo e perto do final de sua estada oferece à Lizzie um trabalho lucrativo em sua empresa, Collins & Collins. Lizzie recusa e então ele oferece o trabalho à Charlotte, que aceita. A tia de Darcy, Catherine de Bourgh, é a sua benfeitora e capitalista de risco, e ele a admira muito.

- Daniel Vincent Gordh como (Fitzwilliam Darcy no original), é o melhor amigo de Bing Lee e o herdeiro rico de uma empresa de entretenimento. Ele estava hospedado com o Bing e Caroline em Netherfield. Ele é descrito por Lizzie como esnobe e condescendente. Surpreende Lizzie,  confessando seu amor por ela quando ela está de visita à Charlotte. Por um longo tempo, Darcy foi referido, mas nunca visto e foi muitas vezes representado por Lizzie e Jane. Ele fez sua primeira aparição no episódio 59, onde ele foi visto apenas do pescoço para baixo, até que seu rosto foi revelado no episódio 60.

- Wes Aderhold como George Wickham, é o treinador de uma equipe de natação da universidade e um amigo e ex-amor de Lizzie. George tem um passado com Darcy.

- Craig Frank como Fitz Williams (Coronel Fitzwilliam no original), é amigo e colega de Darcy. Lizzie o conhece ao jantar com Catherine de Bourgh, chefe de Charlotte. Ele é baseado no coronel Fitzwilliam.

- Allison Paige como Georgiana "Gigi" Darcy, é irmã de William Darcy e designer gráfica na Pemberley Digital. Sua primeira aparição em The Lizzie Bennet Diaries ocorreu no episódio 77. Ela está consciente dos vídeos, e afirma gostar deles. Devido a suas ações no episódio 78, é claro que ela concorda e torce por Lizzie.

Personagens que apenas são mencionados
- Sra. Bennet é a mãe de Lizzie. Ela parece ser uma mulher tradicional do Sul, ansiosa para ver suas filhas casadas e se interessa em outra coisa senão além de fofocas do bairro. Ela é frequentemente representada por Lizzie.

- Sr. Bennet é o pai de Lizzie. Ele parece mais calmo e equilibrado do que a mulher, embora uma de suas atividades preferidas, de acordo com a Lizzie, é irritá-la. Ele é frequentemente representado por Charlotte e Lydia.

- Catherine de Bourgh (Lady Catherine de Bourgh no original), é tia de Darcy e uma capitalista de risco extremamente rica, e é a principal investidora da Collins & Collins, a empresa nova mídia dirigida por Collins, onde Charlotte aceita uma oferta de trabalho depois de Lizzie rejeitá-lo. Catherine é muito apegada ao seu cachorro doente que ela chama de Annie Kins. Ela é rápida, com suas opiniões e julgamentos. Ela é representada por Lizzie, e Ashley Clements diz que sua impressão é de uma combinação de Julia Child, Miranda Priestly e Dolores Umbridge.

## Spin-Offs
Além de Lizzie, outros personagens também lançaram vídeos com seus pontos de vista e elementos próprios.

### The Lydia Bennet
Este spin-off de The Lizzie Bennet Diaries narra as aventuras e percalços da irmã Bennet caçula, Lydia. O blog só é mantido sempre que Lizzie e Lydia são separadas uma da outra e Lydia não pode aparecer no blog principal. Lydia começa os vídeos quando Jane e Lizzie estão hospedadas em Netherfield. Lydia vai morar com sua prima Mary (Briana Cuoco), que a princípio está descontente com a presença de Lydia mas formam o vínculo de duas amigas. Lydia retoma o blog quando Lizzie está visitando Charlotte e tem várias aventuras com Mary e Jane. Depois da briga de Lizzie e Lydia no episódio 73, Lydia usa o blog para desabafar sua frustração com Lizzie, bem como narrar suas aventuras enquanto Lizzie está em Pemberley, incluindo uma viagem para Las Vegas no Ano Novo. Kitty Bennet é apresentada, mas ao invés de ser uma irmã como nos livros, nesta série ela é um gato. Teve 29 episódios.

### Maria of the Lu
Charlotte Lu começa seu novo trabalho na Collins & Collins. Sua irmã mais nova Maria Lu (Janice Lee) começa um vlog para gravar seu estágio com a empresa. Teve 7 episódios.

### Collins & Collins
Empresa o Sr. Collins produz vídeos instrutivos da série "Viver melhor com Collins & Collins." O primeiro vídeo da série é "Solução de problemas de iluminação Regulador", em que Maria Lu mostra como operar um interruptor de luz e como corrigir problemas potenciais com interruptores de luz. O segundo e último vídeo da série é chamado de "Substituição de lâmpadas: Um trabalho solitário".

### Pemberley Digital
Com a irmã mais nova de Darcy  como anfitriã, Pemberley Digital publica videos demonstrativos para revelar e promover um novo protótipo de aplicativo deles chamado "Domino".
Enquanto Gigi filma as demonstrações, o aplicativo Domino está gravando um sistema de auto-edição, auto-atualização, e auto-upload de todos os vídeos, fazendo o público saber dos esforços de Darcy para encontrar George Wickham. Demonstrado o telefone, mensagens e recursos de bate papo de vídeo do Domino,Gigi é vista entrando em contato com William Darcy e Fitz. O primeiro episódio, intitulado "Demonstração", revela o aplicativo "Domino" com Gigi usando o aplicativo de vídeo para falar com seu amigo Fitz. Teve 6 episódios.

## Sequências

### Welcome to Sanditon
Acontece após a série The Lizzie Bennet Diaries, "Welcome to Sanditon" segue com Gigi Darcy enquanto ela passa o verão em Sanditon, CA enquanto ela executa a versão beta do aplicativo "Domino", da Pemberley Digital. Os moradores  de Sanditon foram todos convidados a participar do teste, e descobrir como este app "revelador-da-vida" performa.
A minisérie é uma adaptação modernizada do romance inacabado de Jane Austen, "Sanditon". Uma diferença notável é que Gigi substitui a heroína original do livro, Charlotte Heywood (lembrando que "Sanditon" não tem quaisquer ligações com "Orgulho e Preconceito"). Possui atualmente 24 episódios.

## Prêmios e indicações
| Ano  | Premiação                                      | Categoria                                                                            | Beneficiário                               | Resultado | Ref.   |
| ---- | ---------------------------------------------- | ------------------------------------------------------------------------------------ | ------------------------------------------ | --------- | ------ |
| 2013 | Streamy Awards                                 | Melhor Escrita: Comédia                                                              | Bernie Su                                  | Venceu    | [ 13 ] |
| 2013 | Streamy Awards                                 | Melhor Performance Feminina: Comédia                                                 | Ashley Clements                            | Indicado  | [ 14 ] |
| 2013 | Streamy Awards                                 | Melhor Performance Feminina: Comédia                                                 | Julia Cho                                  | Indicado  | [ 14 ] |
| 2013 | Streamy Awards                                 | Melhor Conjunto de Elenco                                                            | The Lizzie Bennet Diaries                  | Indicado  | [ 14 ] |
| 2013 | Streamy Awards                                 | Melhor Série de Comédia                                                              | The Lizzie Bennet Diaries                  | Indicado  | [ 14 ] |
| 2013 | Streamy Awards                                 | Melhor Programa Interativo                                                           | The Lizzie Bennet Diaries                  | Venceu    | [ 13 ] |
| 2013 | Streamy Awards                                 | Escolha do Público para Série do Ano                                                 | The Lizzie Bennet Diaries                  | Indicado  | [ 15 ] |
| 2013 | Emmy Awards Primetime Creative Arts            | Desempenho Criativo de Excelência em Mídia Interativa - Programa interativo original | Bernie Su, Jay Bushman e Alexandra Edwards | Venceu    | [ 16 ] |
| 2013 | International Academy of Web Television Awards | Melhor Experiência interativa/Mídia social                                           | The Lizzie Bennet Diaries                  | Venceu    | [ 17 ] |
| 2014 | Streamy Awards                                 | Melhor Série Dramática                                                               | The Lizzie Bennet Diaries                  | Venceu    | [ 18 ] |
| 2014 | Streamy Awards                                 | Melhor Performance Feminina: Drama                                                   | Ashley Clements                            | Venceu    | [ 18 ] |
| 2014 | Streamy Awards                                 | Melhor Performance Masculina: Drama                                                  | Daniel Vincent Gordh                       | Indicado  | [ 19 ] |